# Kouroulamini
Kouroulamini is een gemeente (commune) in de regio Sikasso in Mali. De gemeente telt 6200 inwoners (2009).
De gemeente bestaat uit de volgende plaatsen:
- Denkélêna
- Madina
- Magnambala
- Nianéguéla
- Niarako
- Ntentou (hoofdplaats)